# لوگوی دنباله

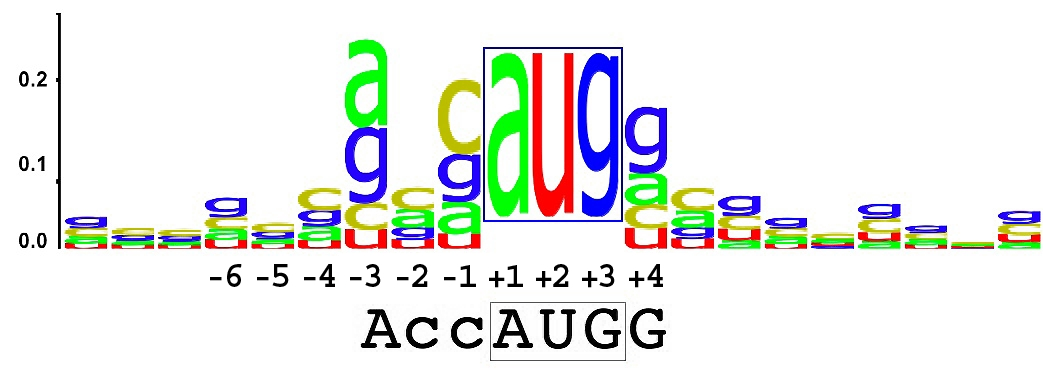
مثالی از لوگوی دنباله ای از نوکلئوتید ها

در بیوانفورماتیک یک لوگوی دنباله(موتیف توالی) یک نمایش گرافیکی از غلطت مکانی نوکلئوتید هاست در یک رشته از DNA/RNA یا اسید آمینه‌ها.

## ایجاد لوگو یا موتیف
برای ایجاد لوگوی دنباله DNA، RNA یا رشته پروتئین‌هایی که مکانهای اتصال محافظت شده مشترک دارند به ترتیب تراز می‌شوند به طوری که محافظت شده‌ترین مکانها یک تراز بندی خوب تشکیل می‌دهند. یک لوگوی دنباله سپس می‌تواند از ترازبندی چندگانه رشته‌های محافظت شده به وجود آید. لوگوی دنباله به خوبی نشان می‌دهد که در هر چقدر محافظت شده‌است: هرچه مقدار محافظت در آن مکان بیشتر باشد (تعداد تغییرات کمتر باشد)، حرف نشان دهنده هم بلند تر خواهد بود. اگر ساکنین آن مکان بسیار متفاوت باشند، اندازه حرف نشان دهنده هر ساکن نشان دهنده فراوانی آن ساکن در آن مکان می‌باشد.
مقدار اطلاعات (بردار Y) در مکان {\displaystyle i} به این صورت به دست می‌آید:
برای اسید‌های آمینه, {\displaystyle R_{i}=\log _{2}(20)-(H_{i}+e_{n})}
برای اسید نوکلئوتید‌ها , {\displaystyle R_{i}=2-(H_{i}+e_{n})}
که {\displaystyle H_{i}} مقدار غیر قطعی بودن در مکان{\displaystyle i} نشان می‌دهد
{\displaystyle H_{i}=-\sum f_{a,i}*\log _{2}f_{a,i}}
در اینجا {\displaystyle f_{a,i}} یک نسبت فرکانسی از باز یا اسید آمینه {\displaystyle a} است در مکان  {\displaystyle i} و {\displaystyle e_{n}} یک تصحیح نمونه کوچک (small-sample correction)  برای ترازبندی {\displaystyle n} حرف است.
ارتفاع حرف {\displaystyle a} در ستون {\displaystyle i} با معادله زیر به دست می‌آید:
{\displaystyle {\text{height}}=f_{a,i}*R_{i}}
یک تقریب برای تصحیح نمونه کوچک،  {\displaystyle e_{n}}، به صورت زیر به دست می‌آید:
{\displaystyle e_{n}={\frac {s-1}{2*\ln(2)*n}}}
که {\displaystyle s} برابر با ۴ است برای نوکلئوتیدها و برابر با ۲۰ است برای اسید آمینه‌ها و {\displaystyle n} تعداد رشته هاست در ترازبندی.

## لینک‌های دیگر
- How to read sequence logos.
- MoRAine (A web server for sequence logo generation and computational transcription factor binding motif re-annotation - Publication with full-text access).
- Erill, I. , "A gentle introduction to information content in transcription factor binding sites", Eprint

### نرم افزارهایی برای ساختن لوگوی دنباله
- WebLogo Python Code Python Code (BSD license, somewhat difficult to use)
- MoRAine (Online application with integrated binding site re-annotation)
- GENIO (Online)
- CorreLogo An online server for 3D sequence logos of RNA and DNA alignments
- MS-Word AddOn Ribbon that allows generation of consensus logos
- RILogo open source program and web server for creating logos for two interacting RNAs